# Izidor
Az Izidor görög eredetű férfinév. Jelentése: Ízisz ajándéka. Női párja: Izidóra. 

## Rokon nevek
- Izor:[1] az Izidor név nyelvújítás korabeli változata.[2]
- Szidor:[1] az Izidor szláv alakváltozata.[3]

## Gyakorisága
Az 1990-es években az Izidor, Izor és Szidor szórványos név volt, a 2000-es években nem szerepelnek a 100 leggyakoribb férfinév között.

## Névnapok
Izidor, Izor:
- január 16.[2]
- március 30.[2]
- április 4.[2]
- május 11.[2]
- május 15.[2]
- december 21.[2]

Szidor:
- január 15.[3]
- január 16.[3]

## Híres Izidorok, Izorok, Szidorok
- Sevillai Szent Izidor ókeresztény író
- Kner Izidor nyomdász